# Campurejo (Mojoroto)
Campurejo is een bestuurslaag in het regentschap Kediri van de provincie Oost-Java, Indonesië. Campurejo telt 7238 inwoners (volkstelling 2010).